# El tuerto Angustias
El tuerto Angustias es una película de drama, acción y wéstern mexicana de 1974, dirigida por José Delfoss y protagonizada por Sonia Furió, Julián Bravo y Leonardo Morán. Fue filmada en Guatemala.

## Argumento
Rosaura Ventura (Furió) es una mujer que ha hecho una fortuna prostituyéndose, y que contrata condenados a muerte para que trabajen en su mina de mercurio. Tiene como mano derecha a Sebastián «El Tuerto» Angustias, un hombre que se ganó su sobrenombre cuando, por defender a una cabaretera, lo dejaron tuerto. Un día, cuando se debe obligar a los indios a que lleven cinabrio de la mina de Rosaura, el joven indio Santos (Bravo) se muestra insolente y luego servil a Rosaura y ella le perdona la vida cuando le roba una vaca y corta la lengua a un teniente desobediente, por lo que el muchacho se gana la voluntad de Rosaura. Rosaura luego le encarga a El Tuerto descubrir quién hace desaparecer a los condenados. Descubre que el joven Santos es el líder de los condenados, y lo mata cuando Rosaura le celebra su cumpleaños.

## Reparto
- Sonia Furió como Rosaura Ventura.
- Julián Bravo como Santos.
- Leonardo Morán como El tuerto Angustias
- Josefina Cabrera
- Luzmila Hoyos de González
- Claudio Lanuza
- Olga Marroquín
- María Teresa Martínez
- Alfonso Milian
- Mario Montufar
- Antonio Raxel